# Еріх Гаманн
Еріх Гаманн (нім. Erich Hamann, нар. 27 листопада 1944, Пазевальк) — німецький футболіст, що грав на позиції півзахисника.
Виступав, зокрема, за клуби «Форвартс» (Берлін) та «Форвартс» (Франкфурт-на-Одері), а також національну збірну НДР.

## Клубна кар'єра
У дорослому футболі дебютував 1963 року виступами за команду «Нойбранденбург», в якій провів три роки, після чого у лютому 1966 року перейшов до «Шталі» (Айзенхюттенштадт)
У квітні 1967 року Гаманн став гравцем клубу «Форвартс» (Берлін) і відіграв за клуб з Берліна наступні чотири роки своєї ігрової кар'єри. Більшість часу, проведеного у складі берлінського «Форвартса», був основним гравцем команди. У 1969 році він виграв з ним чемпіонат Німецької Демократичної Республіки, а в 1970 році — Кубок НДР завдяки перемозі 4:2 у фіналі над «Локомотивом» (Лейпциг).
1971 року клуб перебазувався до міста Франкфурт-на-Одері, де Гаманн і продовжив виступати, відігравши за команду ще 5 сезонів. Завершив кар'єру футболіста виступами за команду у 1976 році. Всього протягом кар'єри у Оберлізі НДР провів 199 ігор і забив 26 голів.
По завершенні ігрової кар'єри став тренером, з 1982 по 1986 рік працював тренером резервної команди «Форвартса». Потім він працював помічником тренера, а також тимчасовим головним тренером у першій команді.

## Виступи за збірну
22 червня 1969 року дебютував в офіційних матчах у складі національної збірної НДР в товариській грі проти Чилі (0:1).
В подальшому тривалий час не грав за збірну, тим не менш поїхав у її складі на чемпіонат світу 1974 року у ФРН. Там Гаманн зіграв ще два матчі, які і стали останніми за збірну. При цьому у принциповому матчі проти ФРН Еріх віддав гольовий пас на Юргена Шпарвассера, який забив гол і приніс східним німцям сенсаційну перемогу 1:0.

## Титули і досягнення
- Чемпіон НДР: 1969
- Володар Кубка НДР: 1970